# Кошка-Аре
Кошка-Аре (чечен. Кхашка-Ара) — хутор в Веденском районе Чеченской Республики. Входит в состав Тазен-Калинского сельского поселения.

## География
Хутор расположен на правом берегу реки Гумс, в 35 км к северо-востоку от районного центра Ведено.
Ближайшие населённые пункты: на севере — сёла Верхние и Средние Курчали, на северо-востоке — село Центарой, на северо-западе — село Меседой, на юге — сёла Юкарчой и Тазен-Кала, на юго-востоке — село Барзе, на западе — село Эрсеной.

## История
В 1944 году после депортации чеченцев и упразднения Чечено-Ингушской АССР, селение Кошка-Аре было переименовано в Берих и заселено выходцами из соседнего Дагестана.
После восстановления Чечено-Ингушской АССР, населённому пункту было возвращено его прежнее название — Кошка-Аре, а выходцы из Дагестана переселены обратно.

## Население
| 1990 | 2002 | 2010 |
| ---- | ---- | ---- |
| 235  | ↘0   | →0   |